# Alaküla (Märjamaa)
Alaküla – wieś w Estonii, prowincji Rapla, w gminie Märjamaa.